# Historia funebris
Historia funebris in obitu divi Sigismundi Sarmatiarum regis… – łacińskie epicedium Piotra Roizjusza wydane w 1548 w Krakowie w drukarni Heleny Unglerowej.
Utwór, poświęcony Zygmuntowi Staremu, został wydany po jego śmierci w 1548. Tekst stanowi jedno z pierwszych w Polsce epicediów o charakterze renesansowym. Historia jest pochwałą króla. Opisuje jego pogrzeb, wylicza dotkniętych żalem poddanych i sąsiadów, wymienia przybyłych na pogrzeb władców. Bogate wyliczenie oparte jest na wzorach homeryckich, nie naśladuje jednak i nie cytuje mitologicznej frazeologii.